# Schottische Badmintonmeisterschaft 1970
Die Schottische Badmintonmeisterschaft 1970 fand in Edinburgh statt. Es war die 40. Austragung der nationalen Meisterschaften von Schottland im Badminton.

## Titelträger
| Disziplin    | Sieger                      |
| ------------ | --------------------------- |
| Herreneinzel | Robert McCoig               |
| Dameneinzel  | Maureen Hume                |
| Herrendoppel | Robert McCoig Mac Henderson |
| Damendoppel  | Wilma Reid Margaret Gibson  |
| Mixed        | Robert McCoig Wilma Reid    |